# Prądy diadynamiczne
Prądy diadynamiczne (DD) (ang. diadynamic therapy) – stosowane w elektroterapii prądy zmienne o małej częstotliwości. Powstają w wyniku prostowania prądu przemiennego sinusoidalnego o częstotliwości 50 Hz. Opisu ich dokonał lekarz francuski P. Bernard i nazwał je diadynamicznymi. Prądy diadynamiczne wywodzą się z dwóch podstawowych prądów impulsowych o częstotliwości 50 i 100 Hz. Przez zastosowanie zmiany tych prądów w odpowiednich cyklach czasowych, ich modulowanie oraz przerywanie uzyskuje się pozostałe rodzaje prądu.
Prądy diadynamiczne wykazują działanie przeciwbólowe i przekrwienne. Bernard opisał sześć rodzajów prądu:
- Prąd DF (fr. diphase fixe). Powstaje w wyniku prostowania dwupołówkowego czyli  nałożenia na jednopołówkowo wyprostowany prąd sinusoidalnie zmienny o częstotliwości 50 Hz drugiego takiego samego prądu, przesuniętego w fazie o 180°. W rezultacie tego uzyskuje się prąd impulsowy o częstotliwości 100Hz, w którym czas trwania impulsu wynosi 10 ms.
- Prąd MF (fr. monophase fixe). Jest to jednopołówkowo wyprostowany prąd sinusoidalnie zmienny o częstotliwości 50 Hz oraz czasie trwania impulsów i przerw między impulsami 10 ms.
- Prąd CP (fr. courtes periodes). Prąd ten powstaje w wyniku okresowej zmiany prądów DF i MF, które płyną na przemian przez czas 1 s.
- Prąd LP (fr. longues periodes). Prąd ten uzyskuje się przez nałożenie na prąd MF analogicznego prądu modulowanego w amplitudzie i przesuniętego w fazie o 180°. Czas trwania całego okresu modulacji wraz z przerwą wynosi od 12 do 6 s.
- Prąd RS (fr. rhythme syncope). Jest to przerywany prąd MF. Czasy przepływu prądu i przerwy są sobie równe i każdy z nich trwa 1 s.
- Prąd MM (fr. monophase module). Jest to prąd MF modulowany w amplitudzie. Obwiednia modulacji odpowiada połówce sinusoidy, czas modulacji oraz czas trwania przerwy między modulacjami wynosi ok. 1 s.